# München Hackerbrücke (stacja kolejowa)
München Hackerbrücke – stacja kolejowa S-Bahn w Monachium, w kraju związkowym Bawaria, w Niemczech. Posiada jeden peron. Nazwa pochodzi od wiaduktu Hackerbrücke.
| München Hackerbrücke |  |                             |
| Linia                |  |                             |
| München Hbf          |  | München Donnersbergerbrücke |